# Enunciado fraseológico
Un enunciado fraseológico es, en lexicología, una clase de unidad fraseológica entre las locuciones y las colocaciones: se trata de un minitexto en sí mismo por su autonomía material y de contenido que le hace no necesitar un contexto verbal inmediato: lexías textuales como los refranes (A quien madruga, Dios le ayuda, etcétera), dialogismos (¿Quién te hizo puta? El vino y la fruta), wellerismos (Dijo la olla al caldero: quítate de ahí culinegro), citas (París bien vale una misa; Ande yo caliente y ríase la gente), pero se incluyen también las fórmulas rutinarias que tienen, asimismo, carácter de enunciado, pero se diferencian de las paremias por carecer de autonomía textual porque su aparición viene determinada, en mayor o menor medida, por situaciones comunicativas precisas (sentida condolencia, felices pascuas, hasta luego, lo siento mucho, qué sé yo, qué va, qué le vamos a hacer).